# كارل إتش دود
كارل إتش دود (بالإنجليزية: Carl H. Dodd)‏ هو عسكري أمريكي، ولد في 21 أبريل 1925 في مقاطعة هارلن في الولايات المتحدة، وتوفي في 13 أكتوبر 1996 في ليكسينغتون في الولايات المتحدة.